# Національний парк Лос-Гаїтіс
Національний парк Лос-Гаїтіс — національний парк, розташований на віддаленому північно-східному узбережжі Домініканської Республіки, заснований у 1976 році. Він складається з вапнякового карстового плато з конічними пагорбами, заглибленнями та печерами, а на узбережжі є велика площа мангрових лісів. Інші частини парку вкриті субтропічним вологим лісом, і на цій території щорічно випадає близько 2 000 мм (79 дюйм). Парк містить ряд різних місць проживання і, отже, має велику різноманітність ссавців та птахів, включаючи деякі рідкісні види, ендемічні для острова. Деякі печери містять піктограми та петрогліфи. Парк став популярним місцем екотуризму, але кількість туристів, яких можна відвідати, обмежена.

## Історія
Парк був створений законом № 409, прийнятим 3 червня 1976 року. Йому передувало заповідне лісове господарство (лісовий заповідник) під назвою Zona Vedada de Los Haitises (Заповідна зона Лос-Гаїтіс), створене законом № 244. У 1996 році його площа була розширена з 208 до 826 км2 (80 до 319 миля2) відповідно до указу № 233. Його межі, які неодноразово перемальовувалися, є невизначеним. Основна частина парку розташована в муніципалітеті Сабана-де-ла-Мар, провінція Ато-Майор, а решта — у провінціях Монте-Плата та Самана. Сабана-де-ла-Мар — це місце для відвідувачів.
Незважаючи на просунуту вирубку лісів, кількість опадів залишається значною — від 1 900—2 000 мм (75—79 дюйм) щорічно. Парк перебуває на першому місці за річною сумарною кількістю опадів та річною кількістю дощових днів серед місць у Домініканській Республіці.

## Геологія
Ця територія сформувалася в епоху міоцену неогенового періоду. Геоморфологічно — це платформовий карст із густими скупченнями конічних пагорбів майже однорідної висоти (200—300 м or 660—980 фут), між якими багато лійок. Максимальні розміри цього карстового блоку платформи — 82 км (51 миля) зі сходу на захід (від Сабана-де-ла-Мара до Севікоса) на 26 км (16 миля) з півночі на південь (від затоки Самана до Баягуани). Внутрішні пагорби мають таке ж походження, як і острівці затоки Самана. Існує безліч печер.
Гідрографічно Лос-Гаїтіс охоплює частини двох басейнів: у західній половині — нижній басейн річки Юна; а у його східній половині — зона, що охоплює Мішес і Сабана-де-ла-Мар. Юна стікає через два гирла: власне і в річку Барракоте. Крім цих двох річок, парком протікають річки Паябо, Лос-Кокос, Наранджо та численні природні протоки, включаючи Кабірму, Естеро та Прієто.

## Флора

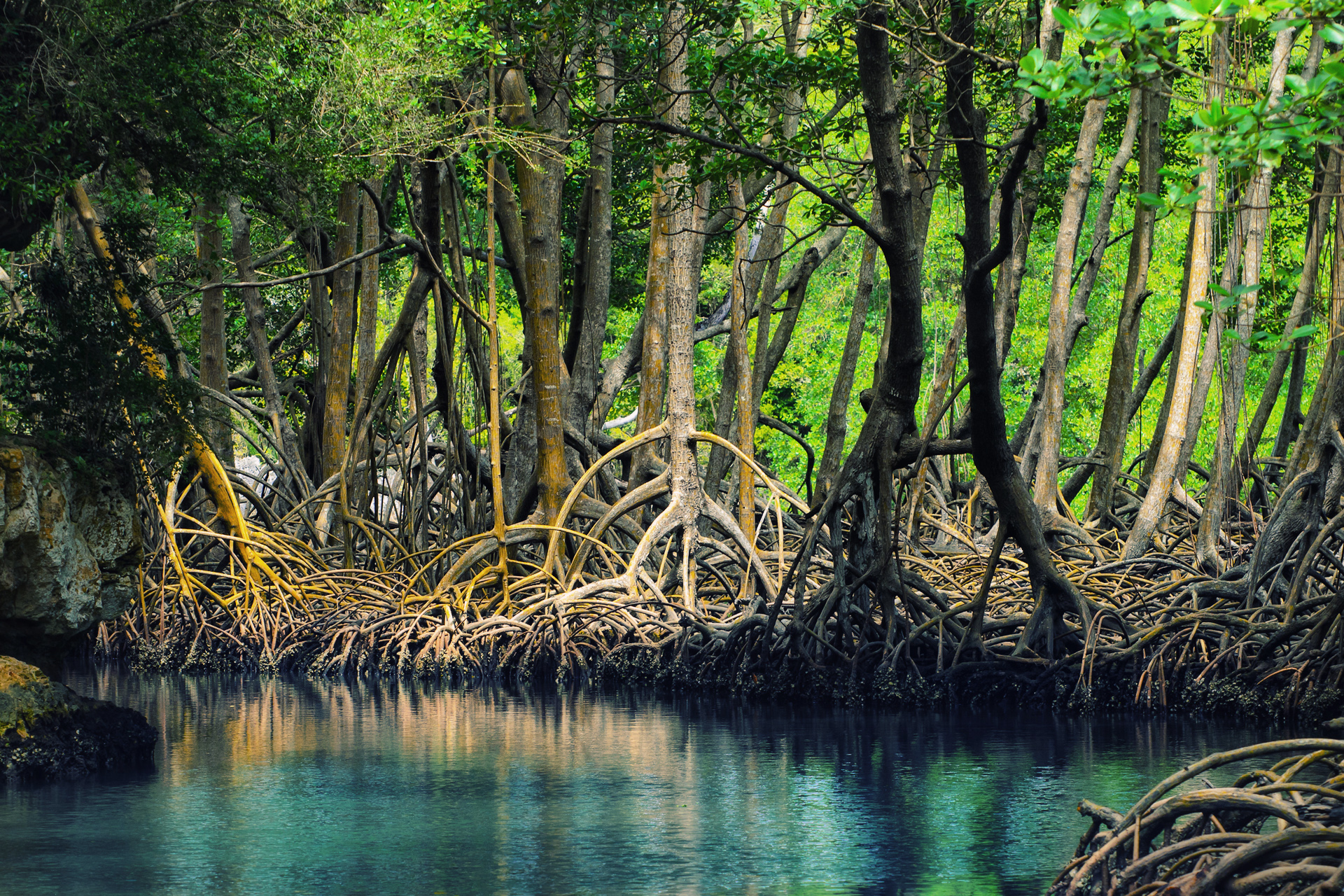
Мангрові зарості в національному парку Лос-Гаїтіс

Лос-Гаїтіс має дві зони життя Холдриджа: вологий субтропічний ліс (Bh-S) і дуже вологий субтропічний ліс (Bmh-S). Широколистяні види в парку включають «мускусну деревину» (Guarea Guidonia, локально cabirma santa), кубинський кедр (Cedrela odorata), сейба (бавовняне дерево), західноіндійське червоне дерево (Swietenia mahagoni, іспанська каоба), купеу (клузія рожева) та великий морський виноград (Coccoloba pubescens). Існує багато видів орхідей. Лос-Гаїтіс має найбільшу кількість карибських мангрових заростей, серед яких переважають такі види, як червоний мангр (червоний мангр) та біла мангр (Laguncularia racemosa).

## Тваринний світ

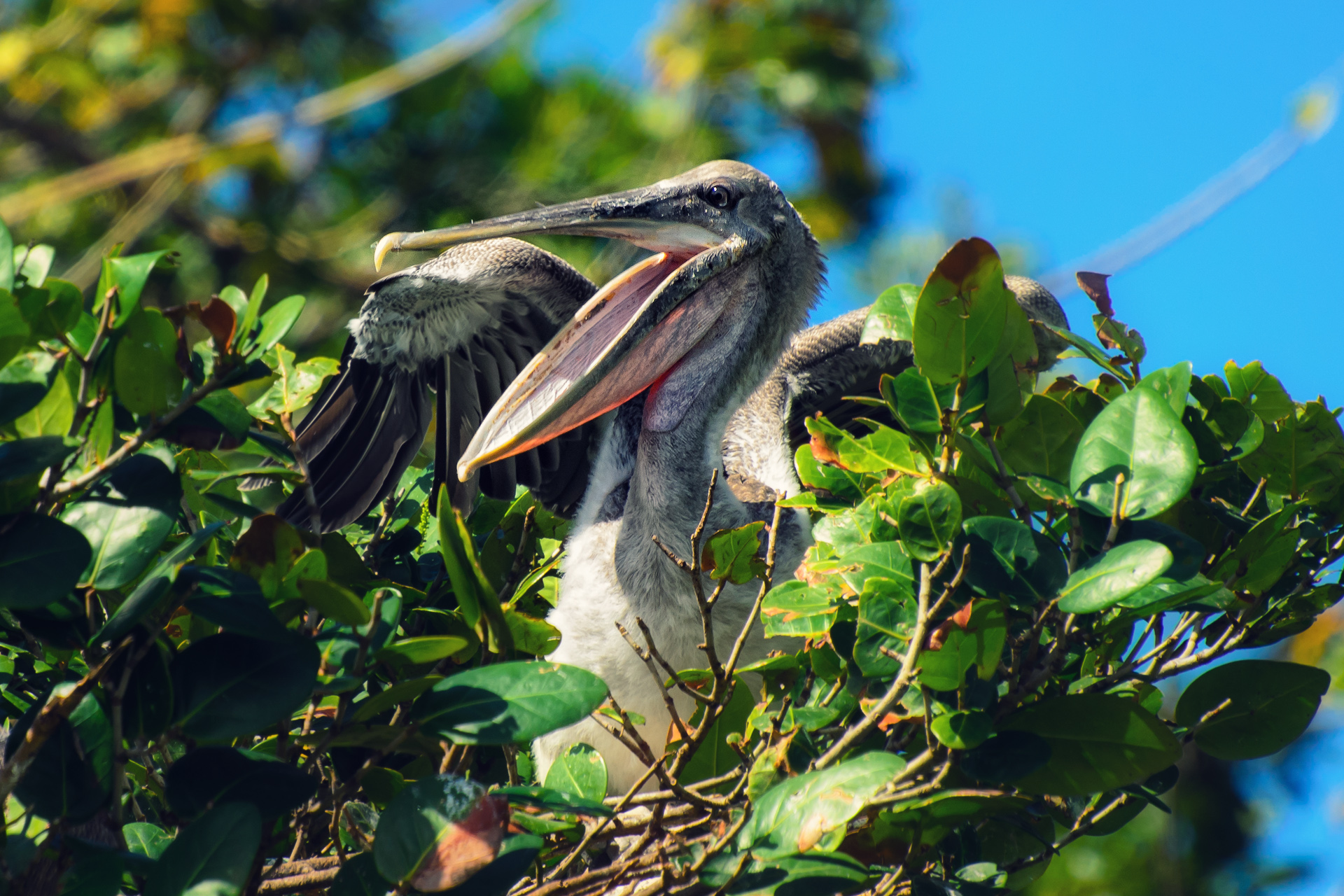
Пелікан у гнізді на одному з островів Лос-Гаїтіс

Тваринний світ Лос-Гаїтіс дуже різноманітний, і через різноманітність фізичних географічних зон парку він має найбільшу різноманітність фауни серед заповідних природних територій країни. Два ендемічних ссавці виду, хутія гаїтянська (Plagiodontia aedium) та щілинозуб гаїтянський (Solenodon paradoxus), перебувають під загрозою зникнення.
Будучи прибережним і морським парком, він містить велику різноманітність птахів, включаючи більшість ендемічних для країни видів. До них відносяться бурий пелікан або алькатрас (Pelecanus occidentalis), фрегат карибський (Fregata magnificens), амазон домініканський (Amazona ventralis), сипуха (Tyto alba) та центральноамериканська вухаста сова (Asio stygius). Найбільша популяція у світі ендемічного гаїтянського канюка (Buteo ridgwayi) є в парку.

## Туризм

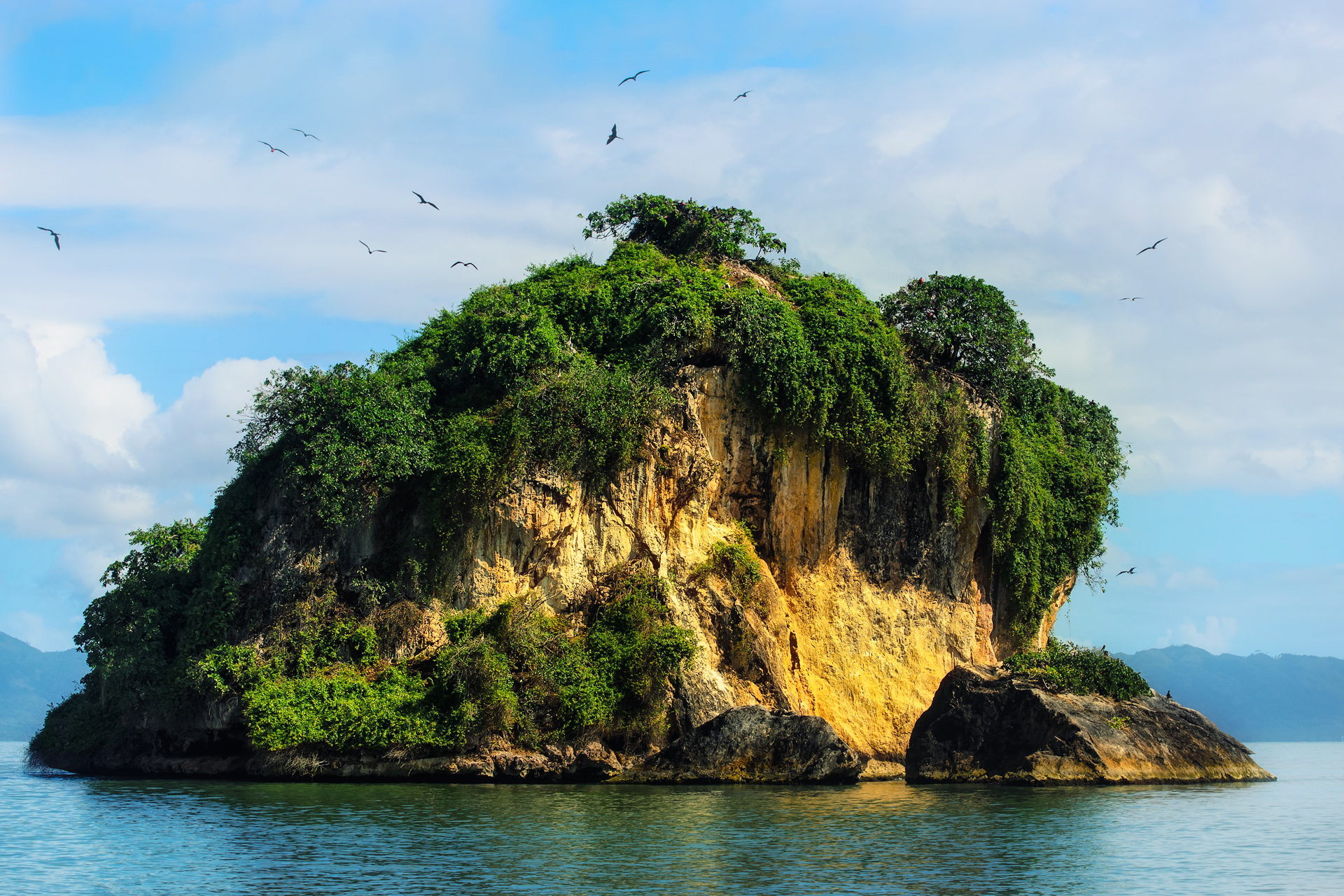
Острів гніздових птахів у затоці Сан-Лоренцо

Національний парк Лос-Гаїтіс — це заповідний незайманий ліс із невеликим доступом до дороги. Кількість дозволених туристів обмежена, але з 2000 року це відносно популярне місце для екотуризму за допомогою екологічних посібників із Сабана-де-Ла-Мар. Гаїті (в однині) означає високогір'я або гірський хребет на мові тайно, хоча висота паркових пагорбів коливається в межах 30—40 м (98—131 фут). Існує безліч печер, створених водною ерозією. Корінні американці прикрашали ці печери піктограмами та петрогліфами. Культура або культури, які створили ці витвори мистецтва, залишаються невідомими, деякі з них, можливо, передують таїно.
Національний парк Лос-Гаїтіс має чудові пейзажі, такі як затока Сан-Лоренцо, острівці (ключі) та мангрові зарості. Кайо-де-лос-Пахарос («пташиний ключ»), який помітний практично безперервною присутністю фрегатів і пеліканів, що кружляють низько над головою, розташований між Бока-дель-Інфірено («Гирло пекла») та Ель-Наранхо-Аріба. Купі — домінуючий вид дерев, і птахи заповнюють його горизонтальні гілки. Інші дерева в парку — це дикий баньянтрі (Ficus citrifolia також відомий як коротколистий інжир) та тропічний мигдаль (індійський мигдаль).
Більшість відвідувачів прибувають морським шляхом із Сабани-де-ла-Мар (східний край), Санчеса (північний кінець) або Самани (через затоку Самана до центру Сабана-де-ла-Мар); проте, можна прибути суходолом із півдня, використовуючи автомобілі з повним приводом. Через гори прокладається приватна магістраль, а в місті Самана будується новий аеропорт для кращого доступу. Основною економічною діяльністю провінції Монте-Плата є скотарство та вирощування цукрової тростини. Туристи знайдуть велику кількість доріг для транспортування цукрової тростини.

## Печерний живопис
В печері парку збереглися малюнки таїно. Піктограми, зроблені від 500 до 1000 років тому, прикрашають гладкі вапнякові стіни. Зображення чапель, які ловлять крабів, дельфінів, сов, а також дивні людські фігури та шаманські маски дають можливість зазирнути в культуру загубленого народу.

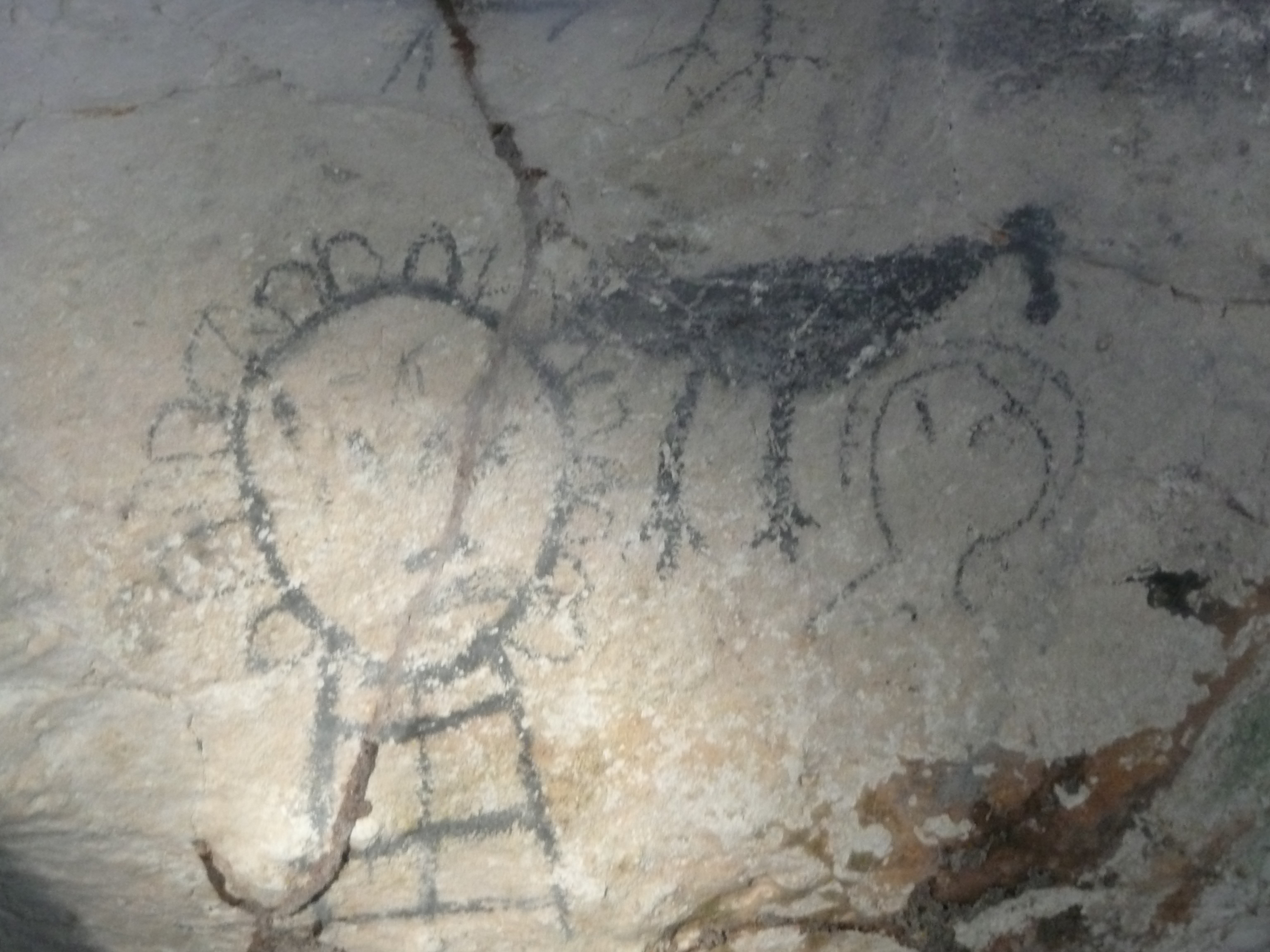
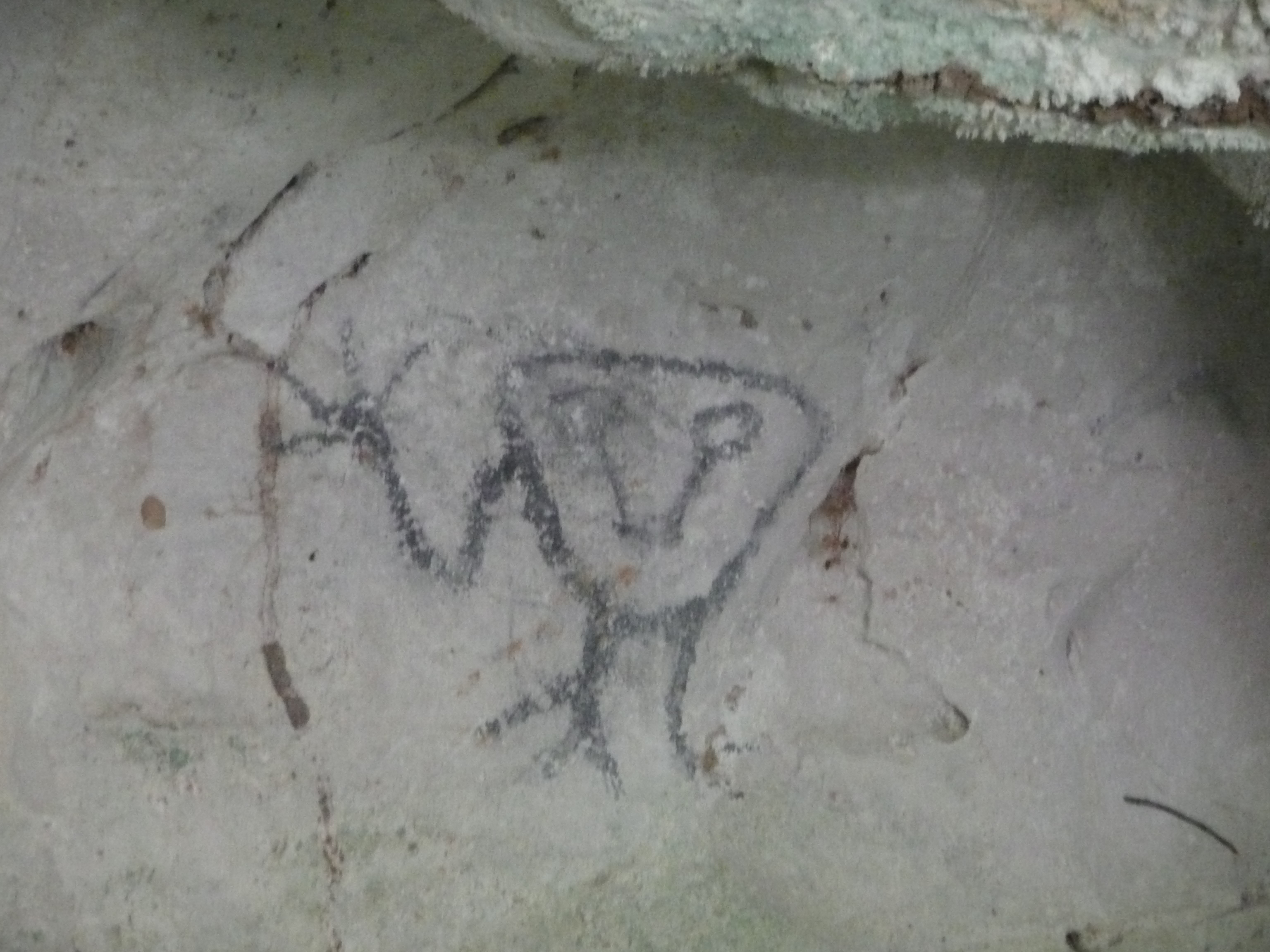
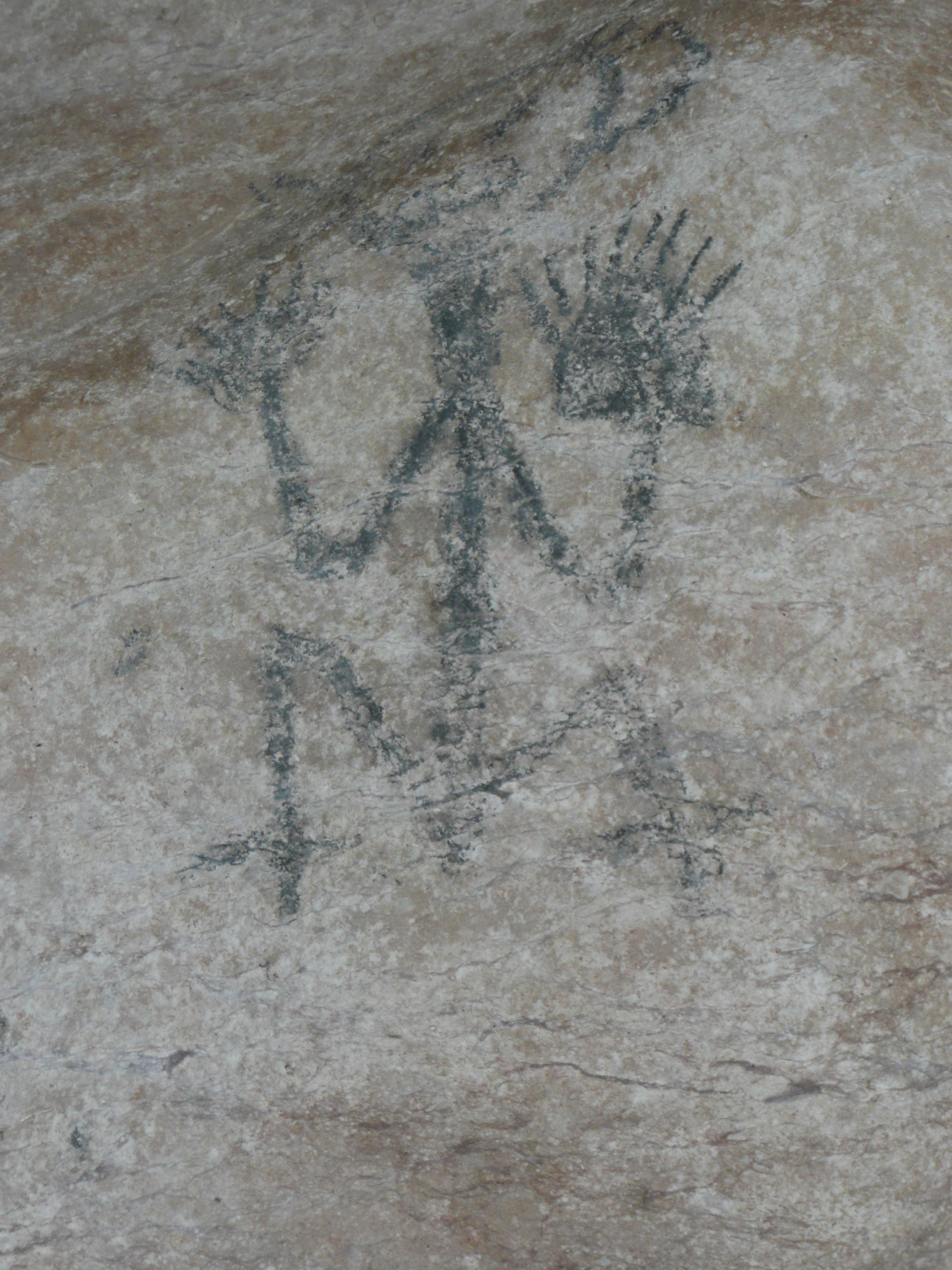
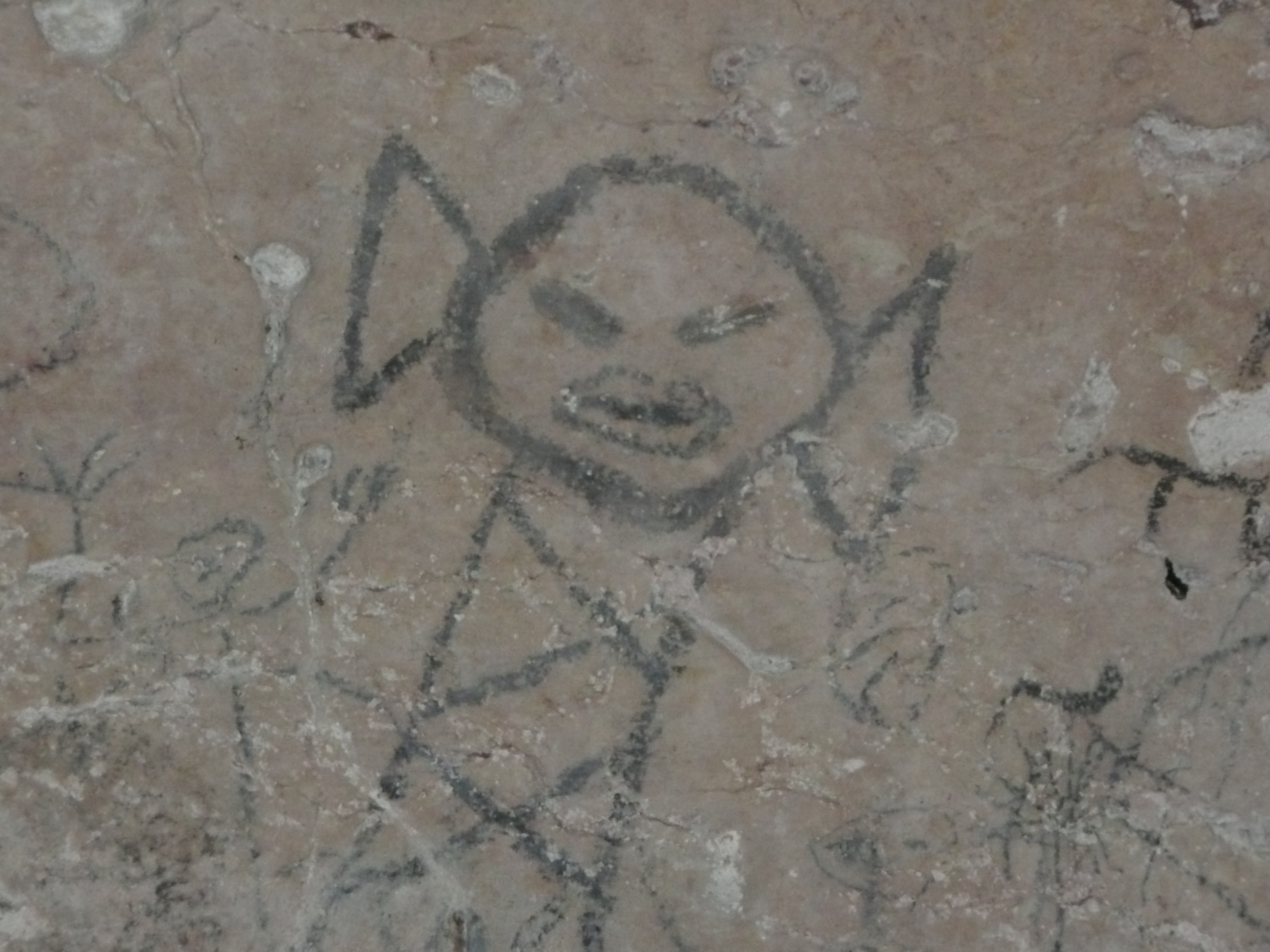
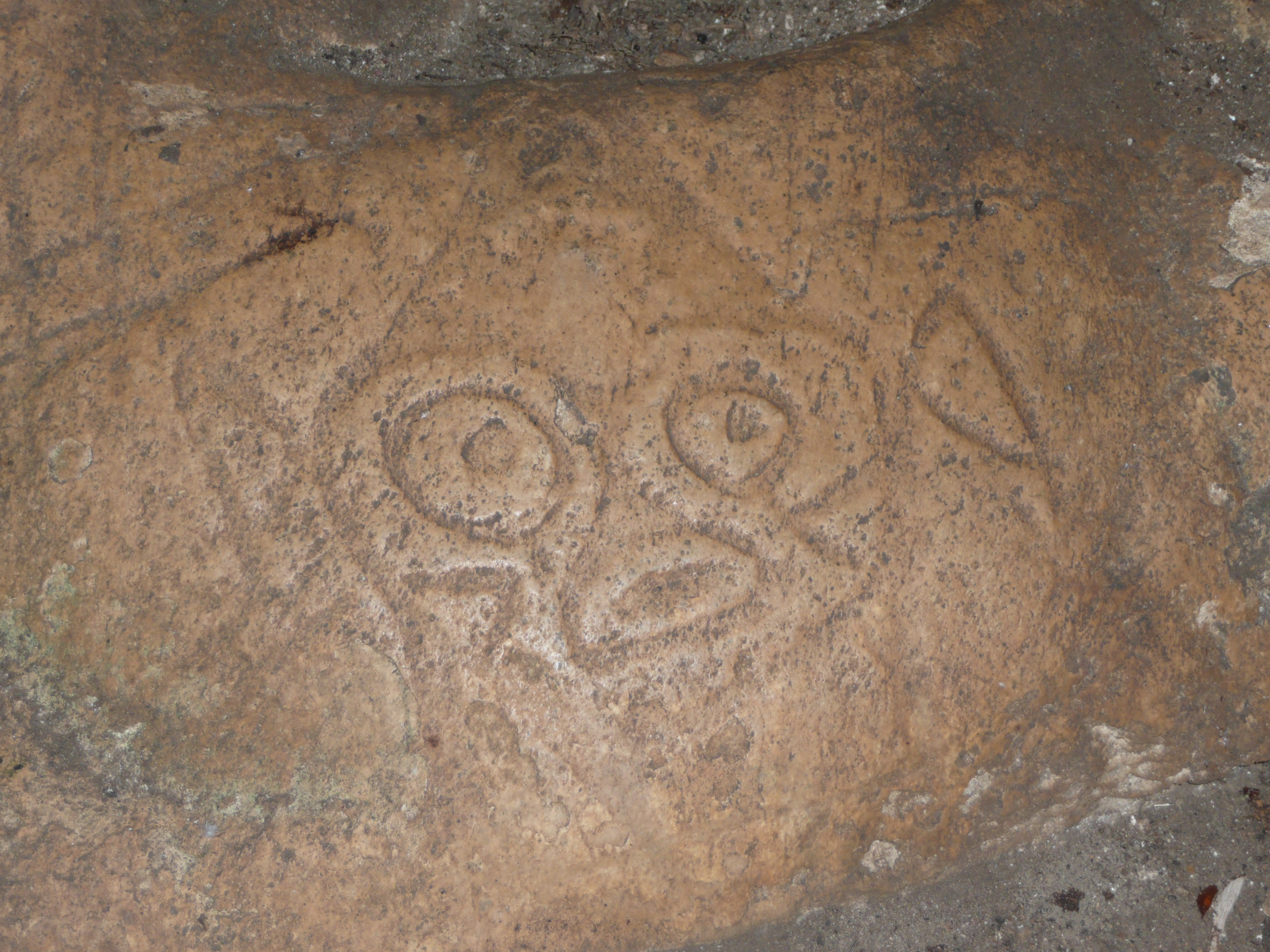